# Gare de Kipling
La gare de Kipling est une gare ferroviaire située dans le secteur d'Etobicoke de Toronto en Ontario. Elle est desservie par des trains de banlieue de la ligne Milton de GO Transit. Ainsi, elle est desservie par la ligne 2 Bloor-Danforth du métro de Toronto, les autobus urbains de Toronto et de Mississauga, et les autobus régionaux de GO Transit à la station de métro et au terminus d'autobus du même nom.

## Situation ferroviaire
La gare de Kipling est située à la borne 9,7 milles (15,6 km) de la subdivision Galt du Canadien Pacifique (CP). En direction est, les voies traversent la rivière Humber et des voies de raccordement relient vers les subdivisions MacTier et North Toronto du CP à la jonction West Toronto Diamond. La subdivision Canpa de GO Transit au sud de la gare relie la subdivision Galt du CP et la subdivision Oakville du Canadien National (CN), mais cet embranchement est peu utilisé sauf pour déviations occasionnelles. En direction ouest, les voies traversent le ruisseau Etobicoke avant de s'approcher la ville de Mississauga et la gare de Dixie.

## Histoire
En 1871, le Credit Valley Railway a été créé afin de construire une ligne de chemin de fer entre Toronto et Saint-Thomas. Les travaux ont amorcé immédiatement après sa création. En 1879, la ligne s'était étendue aussi loin à l'ouest que Milton. La ligne vers Saint-Thomas a été achevée en 1881. Deux ans après l'achèvement, le chemin de fer a été acquis par le Ontario & Quebec Railway, puis par le Canadien Pacifique.
La gare est mise en service le 25 octobre 1981, lorsque la ligne Milton est devenue la quatrième ligne du réseau de trains de banlieue de GO Transit, après les lignes Lakeshore, Georgetown (maintenant Kitchener) et Richmond Hill. Contrairement aux lignes Lakeshore et Georgetown, la ligne n'a remplacé aucun service voyageurs. Bien que les trains de voyageurs aient utilisé les voies du CP pour s'approcher aux gares Union et North Toronto depuis London, Galt et Orangeville, le service de trains de voyageurs sur les voies du CP avait pris fin des années avant 1981.
Cependant, le gouvernement ontarien a vu un fort besoin pour une nouvelle ligne de train. Non seulement il desservait les banlieues en plein essor des régions de Peel et de Halton, mais le mandat initial de GO Transit était également de réduire la pression sur les autoroutes provinciales parallèles. La ligne Lakeshore a servi d'alternative de la Queen Elizabeth Way à l'ouest de Toronto et l'autoroute 401 à l'est de Toronto. Cependant, la 401 a connu une augmentation significative du trafic à cause de la croissance de la banlieue vers le nord via Mississauga. Les voies du CP étaient idéalement placées pour offrir le service de train vers Meadowvale et Milton, ce qui pourrait détourner les conducteurs de l'autoroute congestionnée. Une telle ligne désengorgerait la ligne Lakeshore des passagers de Mississauga qui se dirigeaient vers le sud pour prendre les trains aux heures de pointe.
La ligne Milton a été mise en service avec trois allers-retours du lundi au vendredi. La gare est ouverte avec une correspondance directe au métro et au terminus d'autobus. La gare disposait d'un stationnement incitatif pour les automobilistes, et le service s'est avéré suffisamment populaire pour que, le 9 juillet 1989, GO Transit ait ajouté deux autres trajets en semaine.
Le 29 octobre 1990, un certain nombre de trajets allers-retours de mi-journée sont ajoutés sur la ligne. La ligne Milton est devenue la première ligne autre que Lakeshore à offrir un service de train en dehors des heures de pointe. L'objectif était de désengorger la ligne Lakeshore, particulièrement à Mississauga. La plupart des services de mi-journée consistaient en une seule rame reliant entre les gares Union et Erindale (avec des bus correspondants entre Erindale et Milton), le premier trajet en provenance d'Union vers 8h30 et le dernier trajet en provenance d'Erindale juste avant le début de l'heure de pointe d'après-midi.
Le 8 janvier 1996, les coupes budgétaires ont forcé le remplacement de trains de mi-journée par des « trains-bus » circulant toute la journée, desservant toutes les gares de la ligne sauf Kipling.
Alors que la croissance des banlieues se poursuivait vers le nord et l'ouest, GO Transit a continué à ajouter des trajets de trains. Un sixième train de la ligne a été ajouté en 2002, suivi d'un septième train en juin 2009, et d'un huitième en juin 2012. En janvier 2015, un neuvième train est ajouté sur la ligne, suivi d'un dixième train en septembre 2016. En 2020, Metrolinx a publié un plan stratégique qui prévoyait l'expansion du service à toutes les 15 minutes ou mieux aux heures de pointe entre Meadowvale et Union (avec un service en contre-pointe toutes les 30 minutes) et un service toutes les demi-heures hors pointe vers Meadowvale, avec des bus correspondants vers Milton.
Alors que l'agence provinciale aimerait offrir à nouveau un service de mi-journée bidirectionnel sur la ligne, améliorer le service vers Mississauga et possiblement augmenter le service de métro, les négociations avec le CP se sont avérées frustrantes. Contrairement au CN, la subdivision Galt du CP entre Mississauga et Toronto est sa seule ligne principale entre Toronto, London et Windsor. Il n'existe aucune voie de contournement vers laquelle le trafic de marchandises du CP peut se détourner. GO Transit a dû dépenser des sommes considérables pour ajouter des voies afin d'obtenir le service dont il dispose actuellement, et bonifier le service à toute la journée serait coûteux pour l'agence provinciale.

## Service des voyageurs

### Accueil
La billetterie de GO Transit est ouverte en semaine de 6 h à 9 h 15, et fermée les fins de semaine et jours fériés. L'ambassadeur de la gare GO peut aider les clients à configurer un type de tarif ou à définir un trajet par défaut sur la carte Presto. Les clients disposent également d'options en libre-service, notamment l'achat d'un billet papier dans un distributeur automatique de billets, le chargement d'une carte Presto dans un distributeur automatique de billets compatible avec Presto, l'achat d'un billet électronique avec leur téléphone intelligent et le paiement au valideur avec une carte de crédit sans contact ou une carte Presto.
La gare est équipée d'une salle d'attente, des toilettes publiques, de Wi-Fi, d'un téléphone payant. Elle est accessible aux fauteuils roulants via le nouveau terminus partagé entre MiWay et GO Transit. Des tunnels piétonniers relient le quai de la gare, la station de métro, le terminus d'autobus de la TTC, le débarcadère, et le stationnement incitatif au sud de la voie.

### Desserte
La gare dessert les trains de la ligne Milton aux heures de pointe. 8 trains en direction d'Union s'arrêtent à la gare les matins de semaine, et 8 trains en direction de Milton s'arrêtent les soirs de semaine. Aucun train ne dessert la gare hors pointe et en fin de semaine.

### Intermodalité

#### Commission de transport de Toronto
La gare offre une correspondance directe vers la station de métro du même nom de la ligne 2 Bloor-Danforth. Le terminus d'autobus de la TTC desservent les lignes suivantes :
| Route | Route                 | Destination                                                 | Quai | Renseignements supplémentaires                                                                                                 |
| ----- | --------------------- | ----------------------------------------------------------- | ---- | --- |
| 40A   | Junction—Dundas West  | Station Dundas West                                         | 5    | |
| 44    | Kipling South         | Collège Humber (campus Lakeshore) Parc Colonel Samuel Smith | 6    | |
| 45A   | Kipling               | Steeles Avenue via la gare d'Etobicoke North                | 9    | |
| 45B   | Kipling               | Carlingview Drive via Belfield Road                         | 9    | Service de jour en semaine |
| 46    | Martin Grove          | Steeles Avenue                                              | 8    | |
| 111   | East Mall             | Eglinton Avenue                                             | 1    | |
| 112B  | West Mall             | Station Renforth                                            | 2    | Service de pointe et de mi-journée en semaine, et de fin de soirée en fin de semaine                                           |
| 112C  | West Mall             | Disco Road via la station Renforth                          | 2    | Service de semaine, et de journée et de début de soirée en fin de semaine                                                      |
| 123B  | Sherway               | Gare de Long Branch via East Mall                           | 3    | Service du soir en semaine, et de fin de semaine                                                                               |
| 123C  | Sherway               | Gare de Long Branch via North Queen Street                  | 3    | |
| 123D  | Sherway               | Centre commercial Sherway Gardens via East Mall             | 3    | Service de pointe et de mi-journée en semaine                                                                                  |
| 123F  | Sherway               | Centre commercial Sherway Gardens via West Mall             | 3    | Service de pointe |
| 300A  | Bloor—Danforth        | Aéroport international Pearson de Toronto                   | 4    | Service de nuit Certains trajets ne desservent le terminus entre 2h et 4h. L'embarquement se fait à l'arrêt sur Auckland Road. |
| 300A  | Bloor—Danforth        | Warden Avenue                                               | 8    | Service de nuit Certains trajets ne desservent le terminus entre 2h et 4h. L'embarquement se fait à l'arrêt sur Auckland Road. |
| 300B  | Bloor—Danforth        | West Mall                                                   | 4    | Service de nuit Certains trajets ne desservent le terminus entre 2h et 4h. L'embarquement se fait à l'arrêt sur Auckland Road. |
| 300B  | Bloor—Danforth        | Station Kennedy                                             | 8    | Service de nuit Certains trajets ne desservent le terminus entre 2h et 4h. L'embarquement se fait à l'arrêt sur Auckland Road. |
| 900   | Airport Express       | Aéroport international Pearson de Toronto                   | 4    | |
| 927A  | Highway 27 Express    | Collège Humber (campus du nord)                             | 7    | Service de pointe limité |
| 927B  | Highway 27 Express    | Steeles Avenue                                              | 7    | |
| 927C  | Highway 27 Express    | Collège Humber via Attwell Drive                            | 7    | Service de pointe |
| 927D  | Highway 27 Express    | Steeles Avenue via Royalcrest Road                          | 7    | Service de pointe |
| 944   | Kipling South Express | Collège Humber (campus Lakeshore) Parc Colonel Samuel Smith | 6    | Service de pointe et de mi-journée en semaine                                                                                  |
| 945   | Kipling Express       | Steeles Avenue via la gare d'Etobicoke North                | 10   | Service de pointe |

Sauf mention contraire, les bus de la TTC circulent toute la journée, tous les jours jusqu'à 1h du matin.

#### MiWay
Un nouveau terminus de bus régionaux à 16 quais pour desservir les bus de Mississauga a ouvert ses portes le 4 janvier 2021. Auparavant, les bus de Mississauga se terminaient à la station Islington, bien que la ligne 26 Burnhamthorpe dessert toujours cette station avant de se diriger vers Kipling. Les lignes de bus de Mississauga desservies au terminus régional sont suivantes, :
| Route | Route                       | Destination | Quai | Renseignements supplémentaires |
| ----- | --------------------------- | --- | ---- | ------------------------------ |
| 1     | Dundas                      | Laird Road / Ridgeway Drive | 16   |                                |
| 1C    | Dundas—Collegeway           | Centre commercial South Common | 16   |                                |
| 3     | Bloor                       | Centre commercial Square One | 11   |                                |
| 11    | Westwood                    | Westwood Square | 5    |                                |
| 20    | Rathburn                    | Gare d'Erindale via le centre commercial Square One                                                                                  | 12   |                                |
| 26    | Burnhamthorpe               | Centre commercial South Common via le centre commercial Square One                                                                   | 4    |                                |
| 35    | Eglinton                    | Centre communautaire de Churchill Meadows via les stations Renforth, Orbitor, Spectrum et Etobicoke Creek, et Erin Mills Town Centre | 15   |                                |
| 70    | Keaton                      | Milverton Drive | 6    | Service de pointe              |
| 71    | Sheridan—Subway             | Plymouth Drive via les centres commerciaux Sherway Gardens et Sheridan Centre                                                        | 6    | Service de pointe              |
| 101   | Dundas Express              | Centre commercial South Common via l'Université de Toronto à Mississauga                                                             | 3    | Service de semaine             |
| 101A  | Dundas Express              | Ridgeway Drive | 3    | Service de pointe              |
| 108   | Meadowvale—Business Express | Argentia Road | 6    | Service de pointe              |
| 109   | Meadowvale Express          | Centre commercial Meadowvale via toutes les stations du Mississauga Transitway                                                       | 14   |                                |

#### GO Transit
En septembre 2021, le parcours de la ligne 29 de GO Transit est allongé afin de desservir le nouveau terminus régional.
| Route | Route                | Destination | Renseignements supplémentaires |
| ----- | -------------------- | --- | ------------------------------ |
| 29    | Guelph / Mississauga | - Station Renforth - Station Dixie - Centre commercial Square One - Station Erin Mills - Station Winston Churchill - Route régionale 25 / autoroute 401 - Brock / McLean (stationnement incitatif d'Aberfoyle) - Université de Guelph - Gare centrale de Guelph |                                |